# Brooklyn Bridge Park
Brooklyn Bridge Park est un parc de 34 hectares situé à Brooklyn le long de l'East River à New York. Conçu par la firme d'architecture paysagère Michael Van Valkenburgh Associates, le parc est situé sur un terrain de 2 km de long, allant d'Atlantic Avenue au sud, sous la Brooklyn Heights Promenade et après le pont de Brooklyn, jusqu'à Jay Street au nord du pont de Manhattan. Du nord au sud, la jetée comprend les parcs Empire-Fulton Ferry et Main Street préexistants ; le débarcadère historique de Fulton Ferry ; et les jetées 1 à 6, qui contiennent divers terrains de jeux et développements résidentiels. Le parc comprend également les anciens entrepôts d'Empire Stores et Tobacco Warehouse, datant du XIXe siècle. Il fait partie du Brooklyn Waterfront Greenway, une série de parcs et de pistes cyclables autour de Brooklyn.

## Histoire
La première partie du parc, Pier 1, a ouvert en 2010. Le terrain du parc était autrefois un tronçon industriel de front de mer appartenant à l'autorité portuaire de New York et du New Jersey. Après que la ville et l'État ont signé un accord conjoint en 2002, la planification du site et le financement du projet se sont poursuivis. Les premiers travaux, entrepris en 2007, ont impliqué la démolition d'un entrepôt sous le pont de Brooklyn. Depuis l'ouverture du Pier 1, plusieurs autres parties du parc ont été achevées. En juillet 2018, le parc était à 90% achevé. Cependant, il y a eu des différends et des poursuites concernant plusieurs aspects du Brooklyn Bridge Park, comme la construction de bâtiments résidentiels pour aider à financer le projet.
Brooklyn Bridge Park est supervisé par la Brooklyn Bridge Park Corporation, une organisation à but non lucratif qui exploite et entretient le parc, et supervise sa construction. La mission de la Société est de « créer et entretenir un parc de classe mondiale qui est une destination récréative, environnementale et culturelle appréciée par les résidents et les visiteurs de New York ».

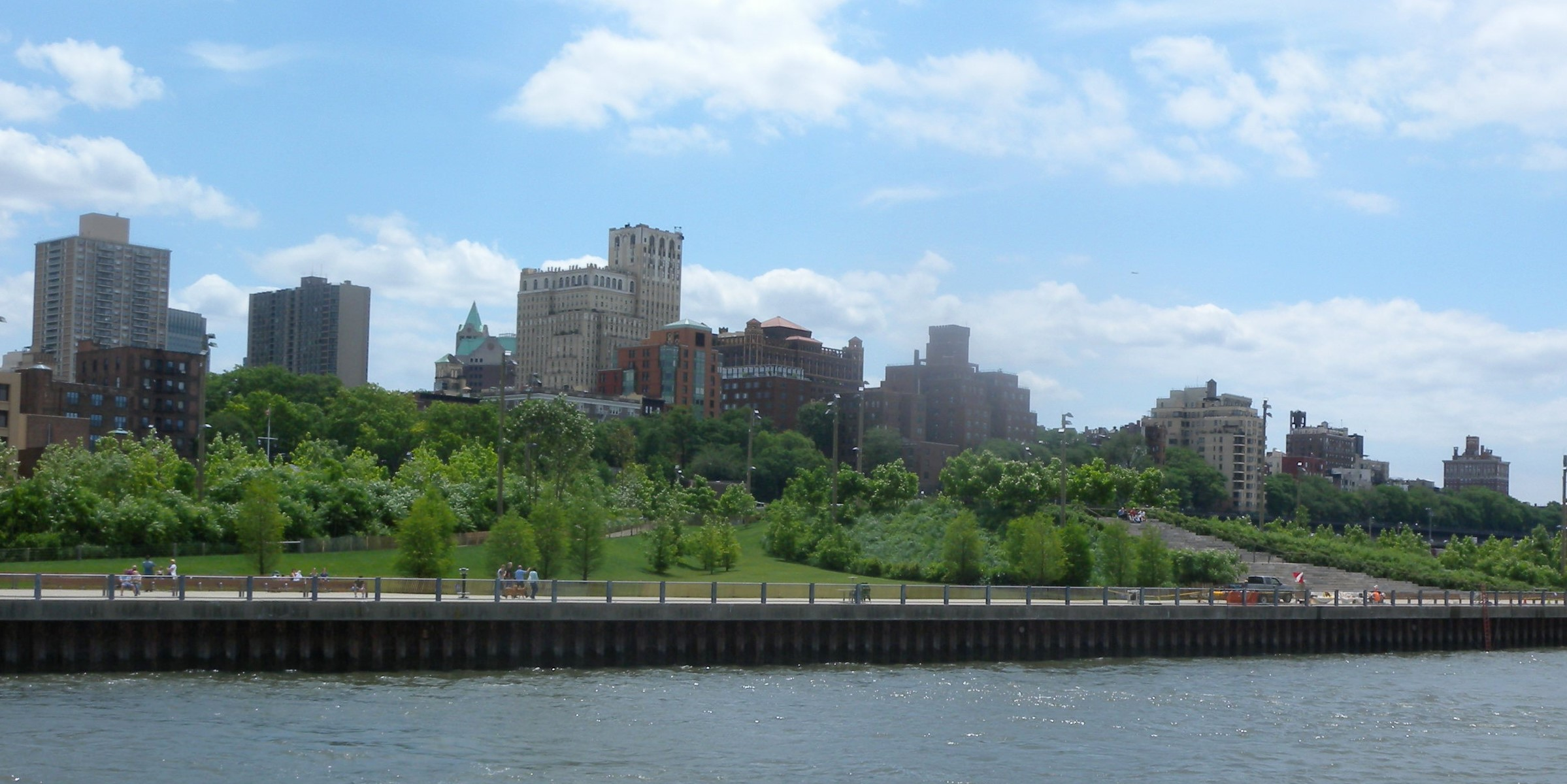
Pier 1

Le plan général du projet, approuvé en 2006, a été modifié en 2010. En 2011, un nouveau protocole d'entente a été signé, accordant un financement supplémentaire pour la construction d'un parc et décrivant les exigences en matière de développement commercial et résidentiel.

### Construction

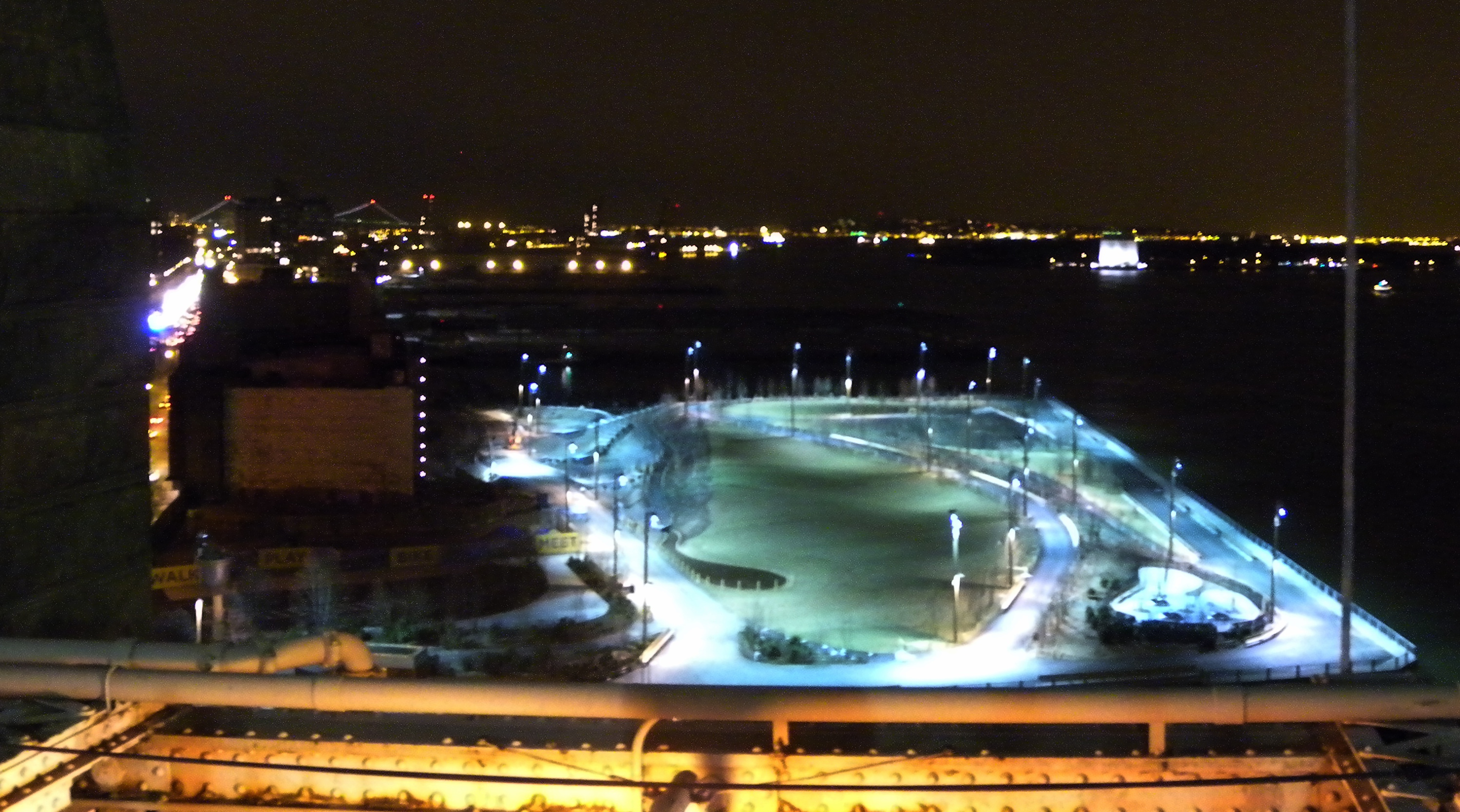
Vue de nuit, pendant la construction

Les premiers travaux sur le Brooklyn Bridge Park ont été la démolition en 2007 du Purchase Building, un entrepôt sous le pont de Brooklyn. Il devait être démoli pour faire place à une vue élargie du parc,,. La construction du parc lui-même a commencé en janvier 2008, utilisant les remblais récupérés de la construction du nouveau World Trade Center. Les fouilles menées pour la première partie du parc, Pier 1, ont révélé des objets de la Jewell Milling Company, une entreprise qui occupait le site au XIXe siècle,. Le projet a utilisé des remblais et des matériaux excédentaires provenant d'autres projets de construction dans la ville, comme la reconstruction du pont de l'avenue Willis et du pont de Roosevelt Island, ainsi que de l'East Side Access. Le parc a été décrit comme « l'espace public le plus important » à être construit à Brooklyn en plus d'un siècle, similaire à ce qu'était Central Park à la fin du XIXe siècle.
L'Empire – Fulton Ferry State Park a été fermé au début de 2010 pour rénovation et a été dévolu au contrôle de Brooklyn Bridge Park. Les 2 premiers hectares du parc ont ouvert leurs portes en mars 2010 à Pier 1 et contenaient des allées riveraines, une aire de jeux, un belvédère et une pelouse. Puis à l'été 2010, ce sont près de 5 hectares supplémentaires de parc qui ont ouvert sur Pier 6 et Pier 2, comprenant des aires de jeux, des terrains de beach-volley, des concessionnaires et des habitats naturels.
Après les ouvertures des Piers 1 et 6 au public, une société sans but lucratif a été créée pour poursuivre la construction du parc et planifier l'entretien et l'exploitation du parc. La section Empire – Fulton Ferry, y compris le carrousel de Jane, a rouvert en septembre 2011. La même année, Brooklyn Bridge Park a remporté la médaille d'argent Rudy Bruner Award for Urban Excellence. Le Pier 5 a ouvert par la suite en décembre 2012, suivi de la terrasse du Pier 3 en novembre 2013 et les Piers 2 et 4 en mai 2014. Par la suite, l'allée principale du parc a été rénovée et agrandie en août 2015, et le Pier 6 ouvert fin 2015,. L'entrepôt de tabac (Tobacco Warehouse) a également été converti en espace de spectacles en 2015 et les magasins Empire ont ouvert l'année suivante,. À l'ouverture de Pier 3 en juillet 2018, le parc était à 90% achevé. À ce stade, il ne restait plus que trois sections à ouvrir : la partie supérieure de la jetée Pier 2 ; une piscine permanente au parc Squibb ; et la zone sous le pont de Brooklyn, entre la section Empire – Fulton Ferry et le reste du parc.
Depuis son ouverture, le parc a entraîné la construction d'immeubles résidentiels avec certains des logements les plus chers de Brooklyn. Cela comprenait un penthouse de 19,2 millions de $, qui est devenu la maison la plus chère de Brooklyn lors de sa mise en vente en 2017,. Cependant, lors du développement du Brooklyn Bridge Park, des groupes ont déposé plusieurs actions en justice pour arrêter la construction de divers projets dans le parc. Un procès en 2014, alléguant qu'un hôtel à Pier 1 était trop grand, a été perdu en juin 2015. Deux autres poursuites pour interrompre la construction d'un immeuble en copropriété adjacent ont été rejetées en septembre 2015 et en juin 2016. Un quatrième procès concernant deux immeubles résidentiels à Pier 6 a abouti à un règlement en mai 2015 où la hauteur de ces bâtiments a été réduite.

## Sections du parc
Brooklyn Bridge Park s'étend sur 34 hectares du front de mer d'East River dans les quartiers de Brooklyn Heights et Dumbo de Brooklyn. Le parc est divisé en onze sections. Chacune de ces sections présente des topographies, des plantations, des équipements et des installations culturelles uniques et la voie verte Brooklyn-Queens s'étend sur le parc, tout comme la voie verte Brooklyn Waterfront. 

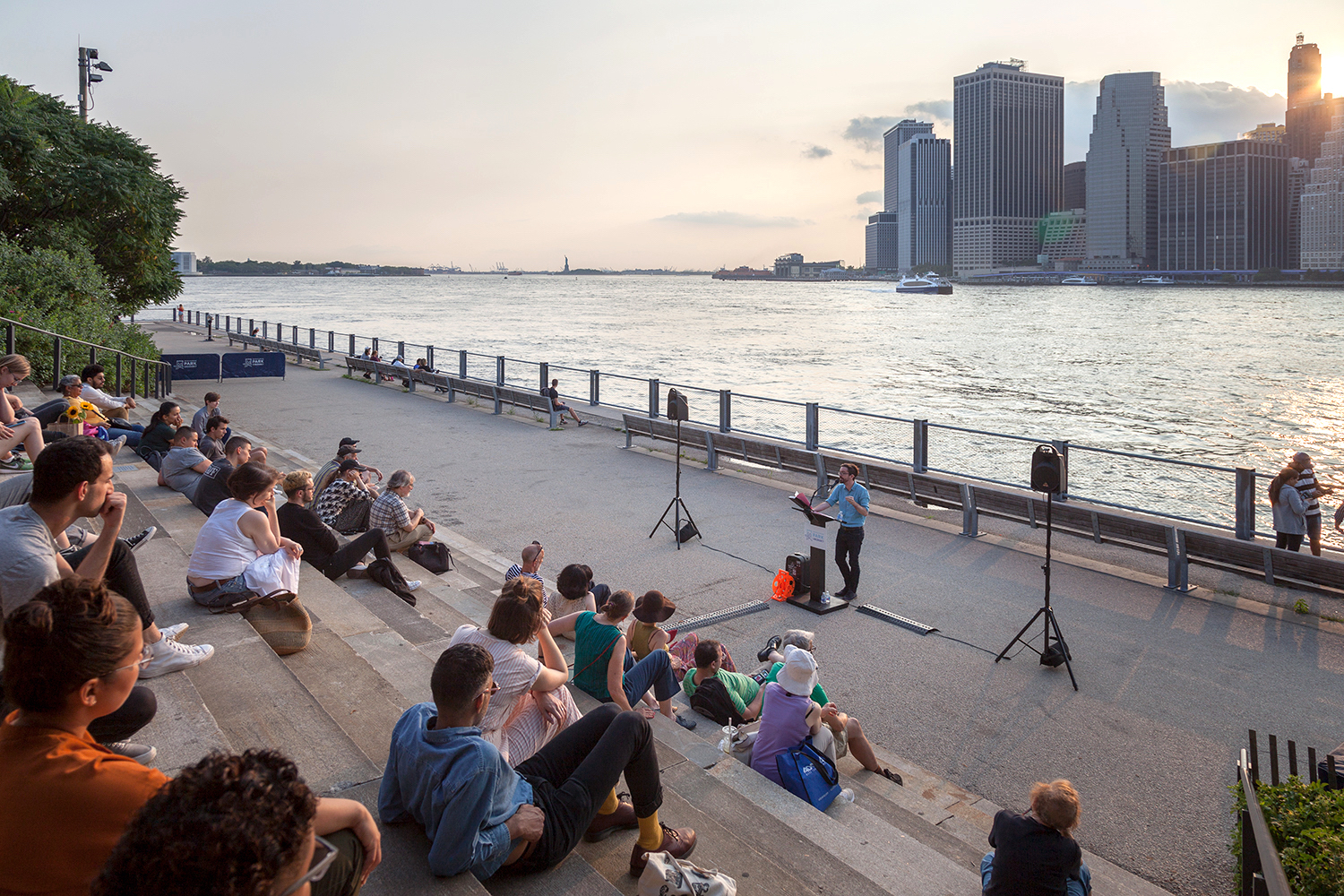
Séance de lecture au Granite Prospect
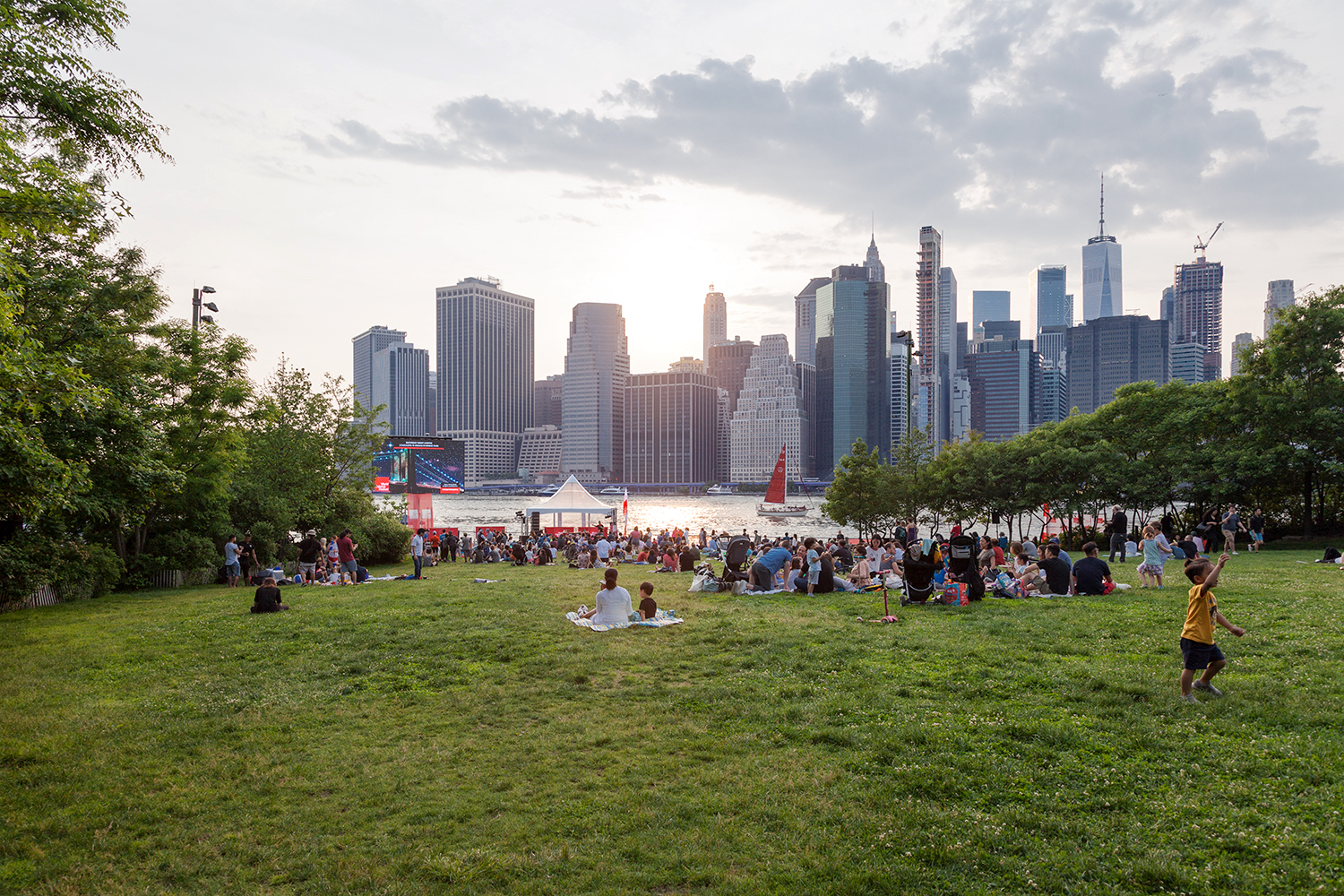
Festival mondial des sciences sur Harbor View Lawn (Pier 1)
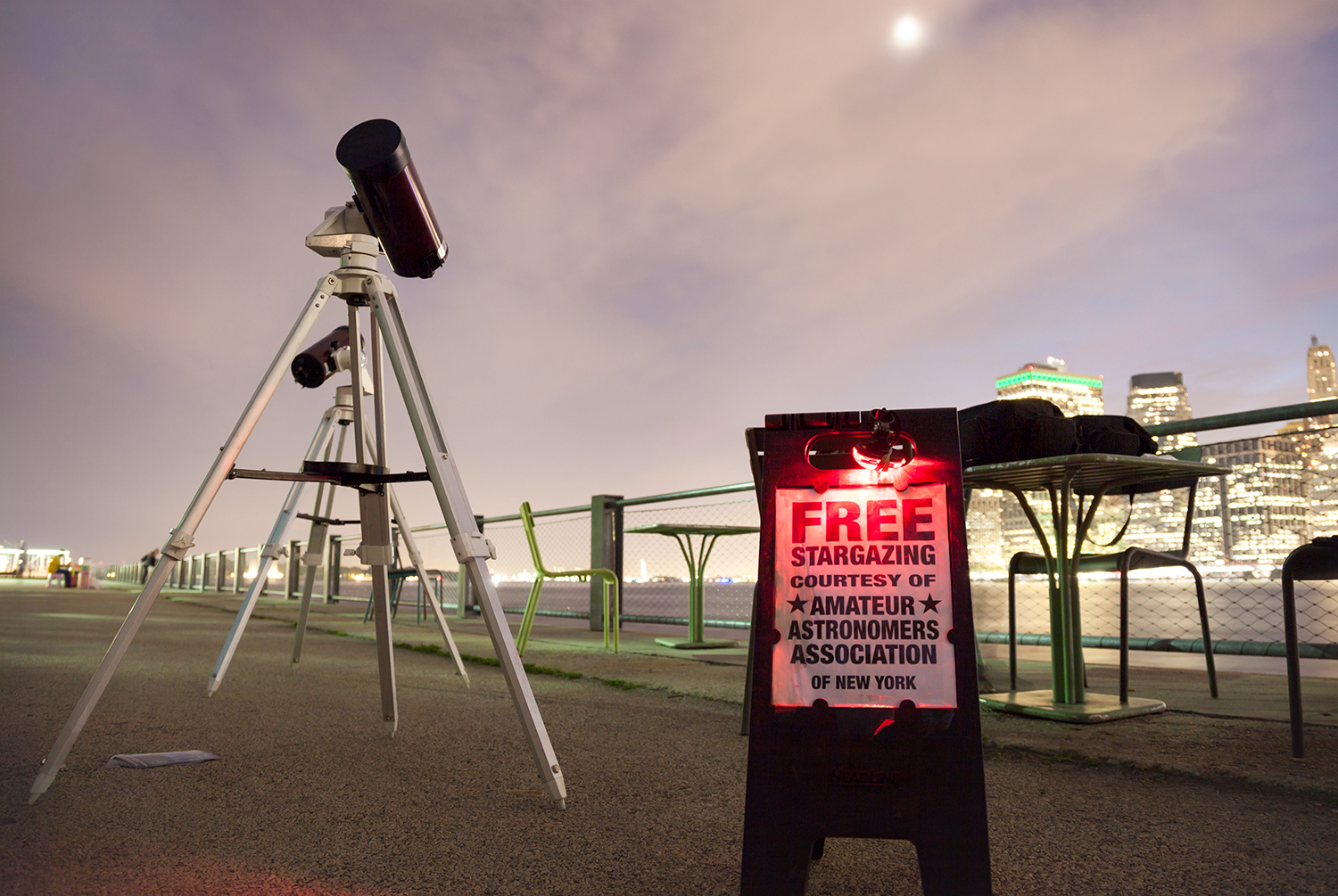
Observation des étoiles gratuite sur le quai 1 parrainé par l'Association des astronomes amateurs de New York
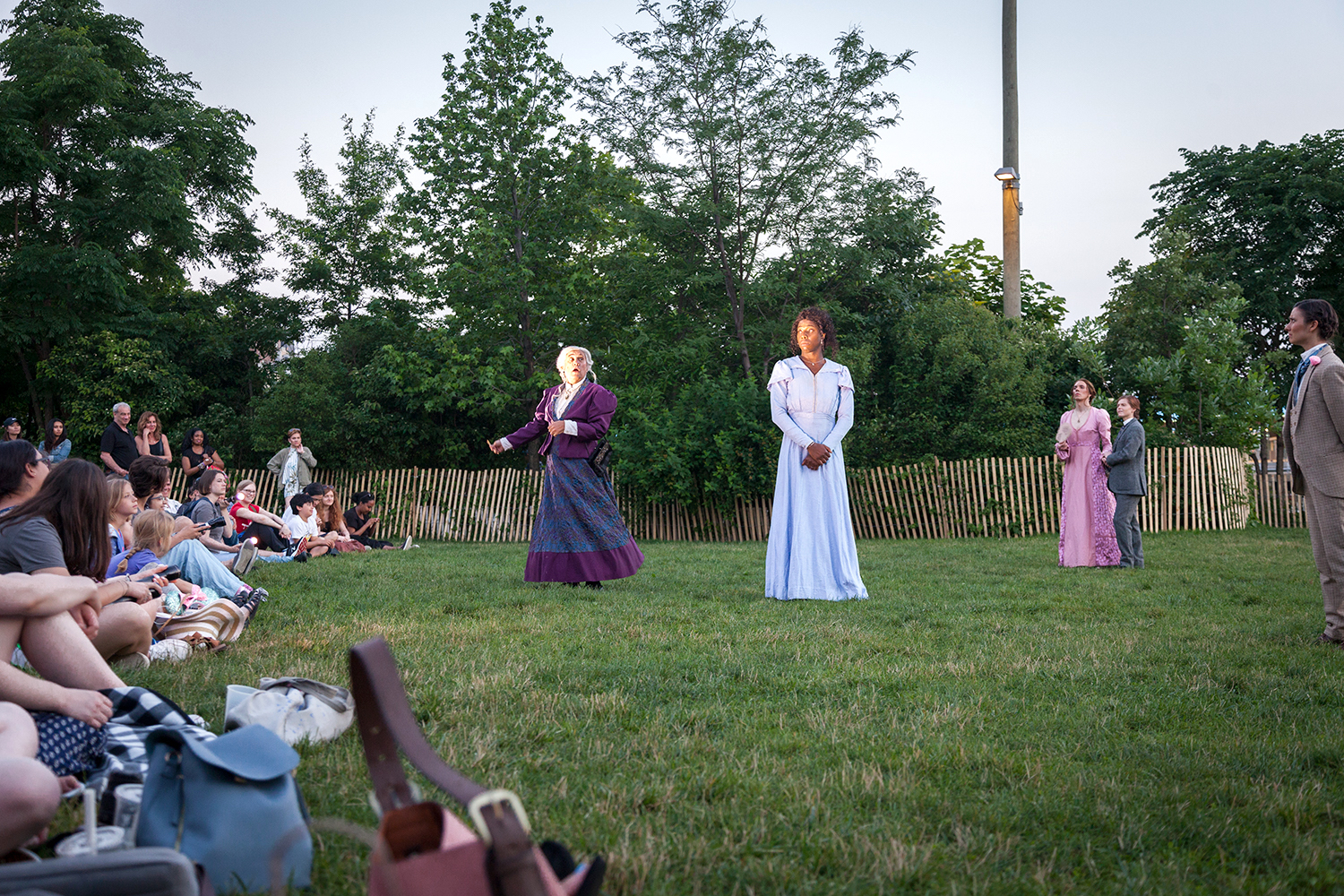
L'importance d'être sérieux interprété par le New York Classical Theatre sur Harbor View Lawn

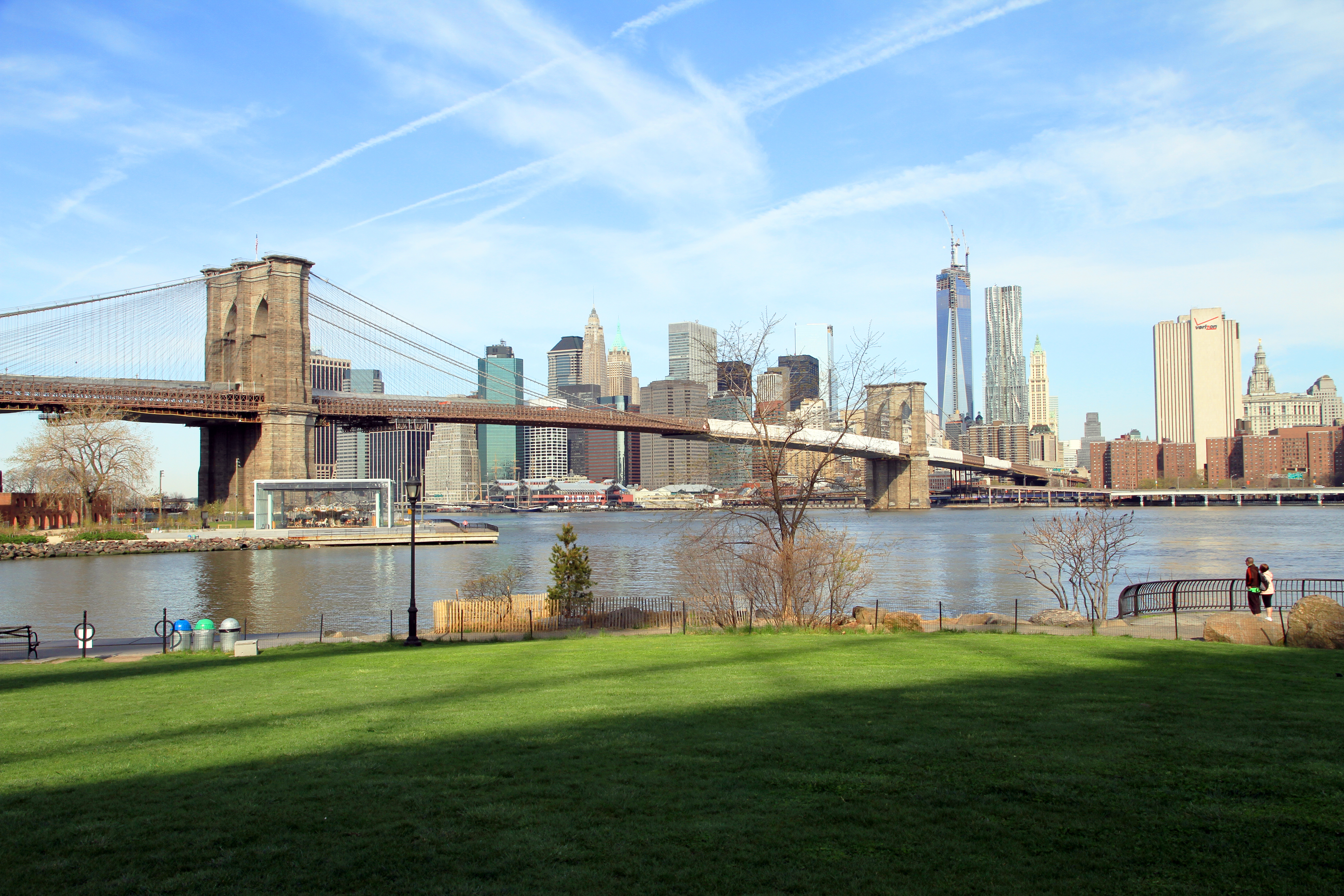
Le pont de Brooklyn et le quartier financier vus du parc

### Ferry Empire – Fulton
La section Empire – Fulton Ferry du parc fait 2 hectares, parc riverain qui est directement adjacent à Main Street à l'ouest. Il se connecte à Pier 1 au sud. Cette partie du parc était auparavant un parc d'État, mais a été intégrée au Brooklyn Bridge Park en 2010. Il contient une pelouse avec des aires de pique-nique, ainsi qu'une promenade face à l'East River. Deux structures de l'époque de la guerre civile, le Tobacco Warehouse et l'Empire Stores, sont situées sur le site ; tous deux sont inscrits au registre national des lieux historiques.

#### Entrepôt de tabac (Tobacco Warehouse)
Jusqu'en 2010, le Tobacco Warehouse, qui n'avait pas de toit, faisait partie de l'Empire – Fulton Ferry State Park. Cette année-là, le National Park Service (NPS) a désigné St. Ann's Warehouse, un lieu de théâtre et d'utilisation communautaire situé de l'autre côté de la rue, comme locataire du Tobacco Warehouse. La décision du NPS de désigner St. Ann's comme locataire de l'entrepôt a été révoquée par ordonnance du tribunal en 2011. L'année suivante, la ville a conclu une entente en vertu de laquelle elle confierait l'entrepôt à St. Ann's en échange de la construction d'un acre supplémentaire de parc sous le pont de Brooklyn,.
Un dessin pour le théâtre a été révélé en 2013. Dans son état sans toit, l'entrepôt de tabac avait la forme d'un trapèze, composé d'un rectangle et d'un triangle adjacent. Marvel Architects a conçu un espace de représentation fermé de 1 700 m2, et diverses salles à usage communautaire, éducatif et de bureau. La conception exigeait la préservation des murs de briques d'origine du bâtiment et la création d'un espace paysager sans toit dans la section triangulaire de l'entrepôt, qui servirait à la fois d'espace de parc accessible au public et d'entrée du théâtre. L'entrepôt a ouvert en 2015,.

#### Boutiques Empire
Les magasins Empire comprennent sept bâtiments totalisant 31 000 m2 d'espace. En 2013, le développeur de Brooklyn Midtown Equities a été sélectionné pour réaménager les entrepôts Empire Stores abandonnés en un mélange d'espaces commerciaux et de bureaux, conçu par Studio V Architecture. Le plan contenait des espaces commerciaux et de bureaux, des restaurants et espaces événementiels, et un passage central, une cour et un toit accessibles au public. De nombreuses caractéristiques de la conception d'origine ont été conservées, comme des murs en schiste, des roues de levage en fer... Midtown Equities avait initialement l'intention d'ouvrir des magasins Empire en 2015. Le magasin phare de West Elm, ouvert en août 2016, a été le premier locataire à ouvrir dans Empire Stores, suivi de l'espace d'exposition Dumbo de la Brooklyn Historical Society en mai 2017. Lors de l'ouverture d'autres magasins, l'emplacement au bord de l'eau d'Empire Stores est rapidement devenu un endroit populaire pour les selfies, en particulier ceux avec le pont de Brooklyn en arrière-plan.

#### Zone ouest
Après la reconstruction, la partie ouest du parc a ouvert ses portes à la mi-2011 avec de nouvelles plantations, un éclairage amélioré et le carrousel de Jane restauré offert par David et Jane Walentas en cadeau au parc. Il est logé dans un pavillon en acrylique et en acier conçu par l'architecte français Jean Nouvel, qui a ouvert ses portes le 15 septembre 2011. Le carrousel est entretenu et exploité par l'organisme à but non lucratif Friends of Jane's Carousel .
Le River Café est situé dans la partie ouest de la section Empire – Fulton Ferry, directement au sud-ouest du pont de Brooklyn et au nord de Pier 1 .

L'une des dernières parties du Brooklyn Bridge Park restant à construire est une place sous le pont de Brooklyn, qui doit être située sur le site du Purchase Building détruit en 2008. Cependant, en 2017, il y avait toujours des différends sur ce qu'il fallait faire de l'espace, car certains résidents voulaient discuter d'autres options pour le site. Le site avait également été proposé comme emplacement possible d'une patinoire, mais cela était également contesté. 

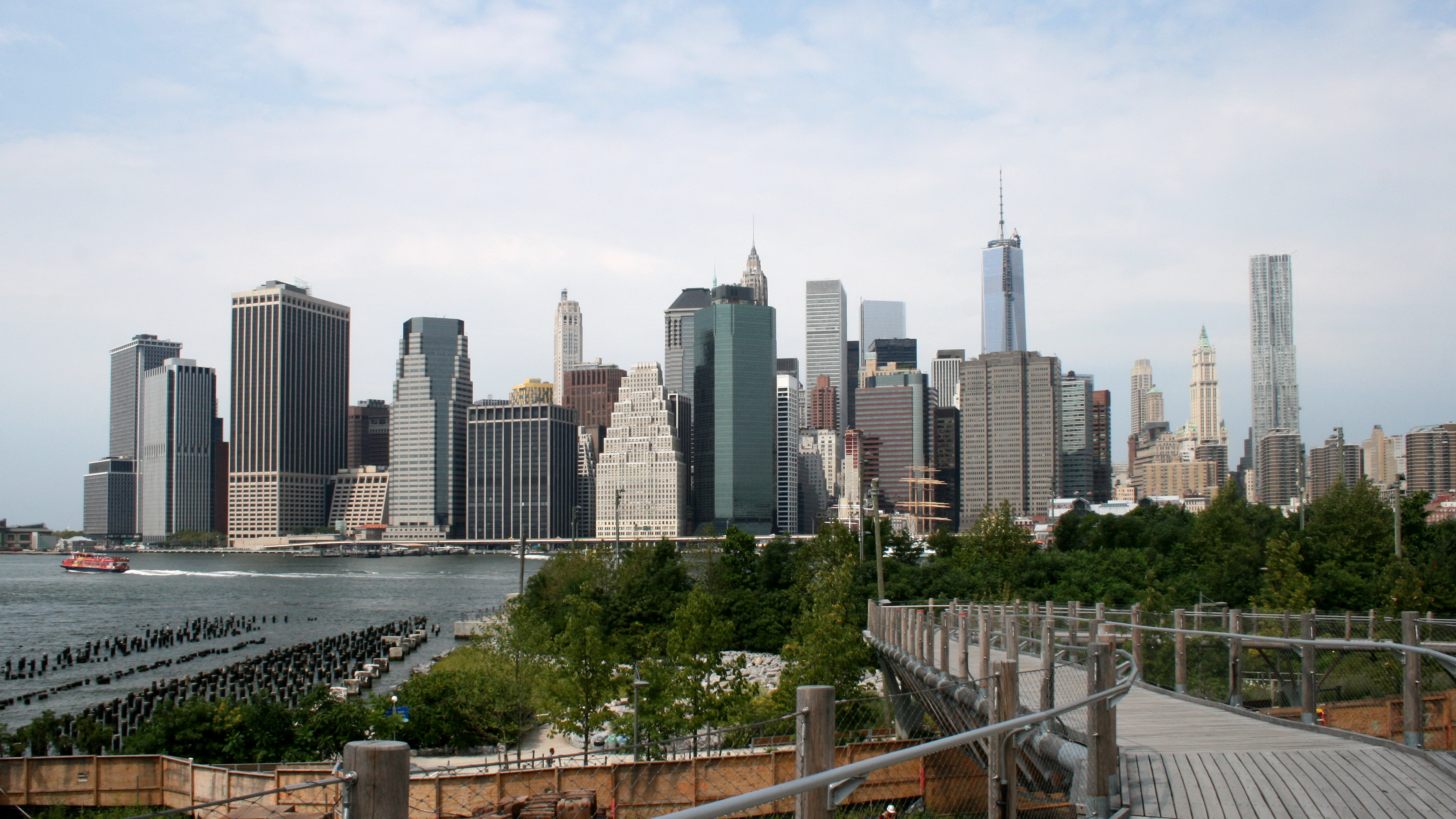
Vue sur Manhattan depuis Brooklyn Bridge Park
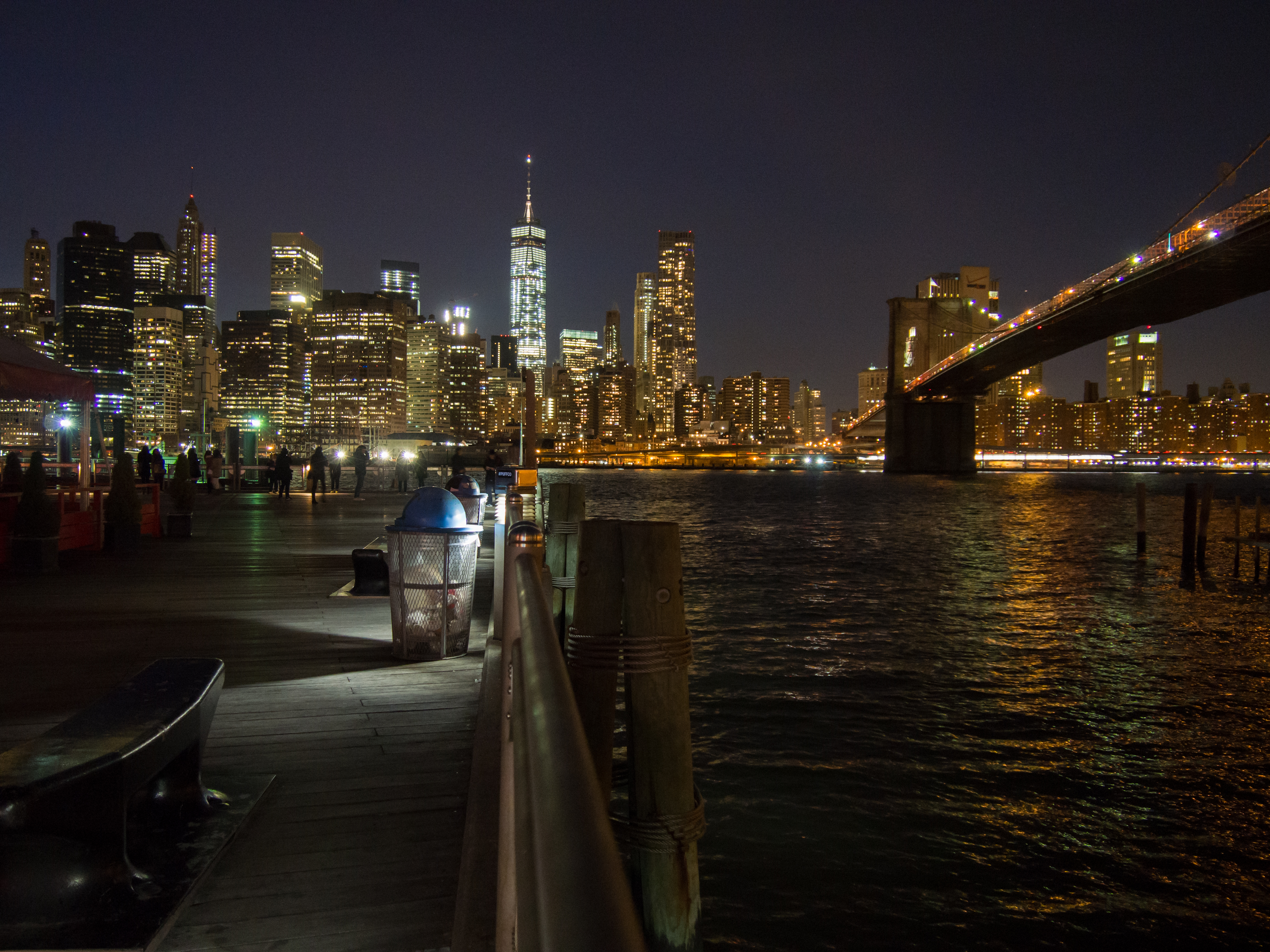
Vue de nuit de l'une des jetées (Pier)
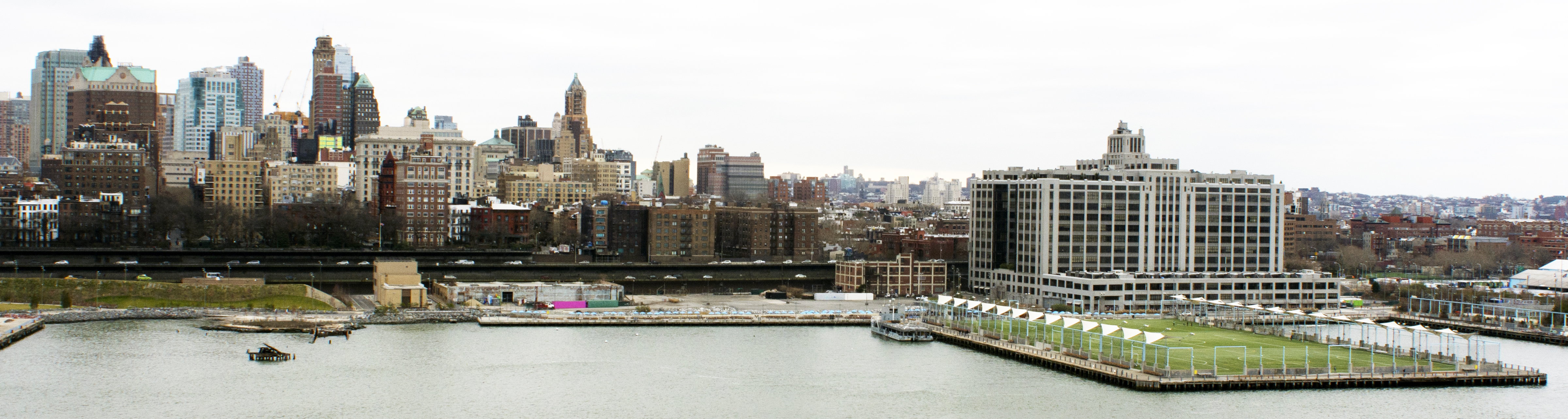
Parc et promenade vus de Manhattan
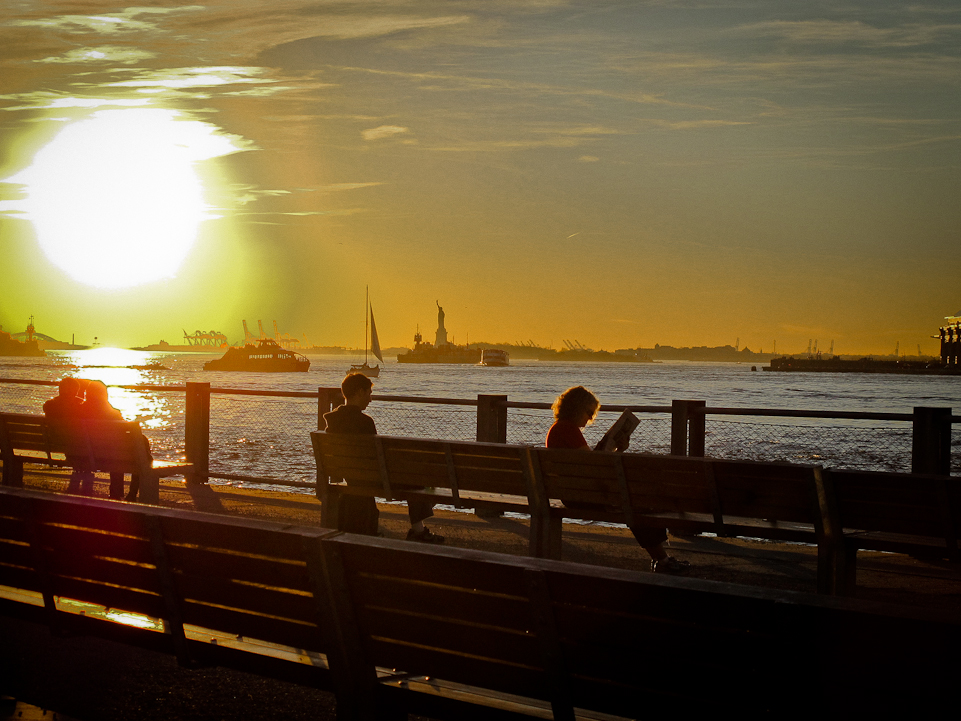
Statue de la liberté vue depuis le parc